# 周復俊
周復俊（1496年—1574年），字子籲，號木涇，南直隸蘇州府崑山縣人，南直隸蘇州府太倉州，明朝政治人物。

## 生平
嘉靖四年（1525年）乙酉科應天府鄉試第三十名舉人，嘉靖十一年（1532年）壬辰科會試第七名，第三甲第二百二十四名進士。觀吏部政，次年授工部主事，奉命采青雲南，歷升員外、郎中，出为四川提學副使，告病归乡，被礼科右给事中陈棐劾奏旷职，家居五年，母丧丁艰。服除，起雲南副使，兵备鹿沧。升本省左參政、四川按察使、四川右布政、雲南左布政，四十年六月升南京太僕寺卿，四十一年三月科道纠劾，令致仕。。穆宗即位，进阶通議大夫。萬曆二年卒，享年七十九。著有《元史弼违》、《玉峰詩纂》、《東吴名賢记》及《泾林诗集》若干卷。

## 家族
曾祖周毅；祖周元學，七品散官贈審理正；父周在，養利州知州；母吳氏。慈侍下。兄復吳（冠帶醫士）。子周泉；周穀。